# Boombox (album, Kylie Minogue)
Boombox (s podnaslovom The Remix Album 2000–2008) je album z remiksi avstralske pop pevke Kylie Minogue, izdan 5. januarja 2009 pri založbi Parlophone. Album vključuje remikse, posnete med letoma 2000 in 2008, tudi remiks prej neizdane pesmi, imenovane »Boombox«.
Večina remiksov z albuma je bila le nekoliko preurejenih, zato da bi lahko ustrezali celotnemu formatu. Pesmi »Please Stay« in »Chocolate« sta edina dva singla, izdana med letoma 2000 in 2008, ki ju niso vključili na album. Tudi pesmi »Kids«, njen duet z Robbiejem Williamsom, niso vključili na album, saj nikoli niso izdali remiksa pesmi.
11. decembra 2008 so oznanili, da bodo v znak proslavitve nominacije Kylie Minogue za grammyja na 51. podelitvi grammyjev album izdali tudi v Združenih državah Amerike.
Glasbeni kritiki so albumu dodelili mešane do negativne ocene.

## Seznam pesmi
| Standardna izdaja | Standardna izdaja                                                                   | Standardna izdaja |
| Št.               | Naslov                                                                              | Dolžina           |
| ----------------- | ----------------------------------------------------------------------------------- | ----------------- |
| 1.                | „Can't Get Blue Monday out of My Head‟ (mešanica z deli glasbene skupine New Order) | 4:05              |
| 2.                | „Spinning Around‟ (klubski remiks)                                                  | 4:09              |
| 3.                | „Wow‟ (Deathov metal/disko remiks)                                                  | 4:01              |
| 4.                | „Love at First Sight‟ (vokalni remiks Kida Crèmea)                                  | 3:41              |
| 5.                | „Slow‟ (remiks skupine Chemical Brothers)                                           | 4:45              |
| 6.                | „Come into My World‟ (Fischerspoonerjev remiks)                                     | 4:18              |
| 7.                | „Red Blooded Woman‟ (Whiteyjev remiks)                                              | 3:36              |
| 8.                | „I Believe in You‟ (Mylov remiks)                                                   | 3:24              |
| 9.                | „In Your Eyes‟ (Knuckleheadzov remiks)                                              | 3:48              |
| 10.               | „2 Hearts‟ (remiks Marka Browna)                                                    | 4:20              |
| 11.               | „On a Night Like This‟ (remiks Binija & Martinija)                                  | 4:04              |
| 12.               | „Giving You Up‟ (vokalni remiks Ritona Re-Ruba)                                     | 4:13              |
| 13.               | „In My Arms‟ (vokalni remiks Sébastiena Légerja)                                    | 3:49              |
| 14.               | „The One‟ (Bitrockov remiks)                                                        | 4:43              |
| 15.               | „Your Disco Needs You‟ (remiks)                                                     | 3:40              |
| 16.               | „Boombox‟ (LA Riotsev remiks)                                                       | 3:58              |
| Skupna dolžina:   | Skupna dolžina:                                                                     | 64:34             |

| Japonska različica z dodatnimi pesmimi | Japonska različica z dodatnimi pesmimi                 | Japonska različica z dodatnimi pesmimi |
| Št.                                    | Naslov                                                 | Dolžina                                |
| -------------------------------------- | ------------------------------------------------------ | -------------------------------------- |
| 17.                                    | „All I See‟ (skupaj z Mimsom)                          | 3:49                                   |
| 18.                                    | „Wow‟ (CSS-jev remiks)                                 | 3:13                                   |
| 19.                                    | „Can't Get You Out of My Head‟ (remiks Grega Kurstina) | 4:06                                   |
| Skupna dolžina:                        | Skupna dolžina:                                        | 75:42                                  |

| Digitalne dodatne pesmi | Digitalne dodatne pesmi                                | Digitalne dodatne pesmi |
| Št.                     | Naslov                                                 | Dolžina                 |
| ----------------------- | ------------------------------------------------------ | ----------------------- |
| 17.                     | „Can't Get You Out of My Head‟ (remiks Grega Kurstina) | 4:06                    |
| 18.                     | „Butterfly‟ (remiks Marka Picchiottija)                | 9:03                    |
| Skupna dolžina:         | Skupna dolžina:                                        | 77:43                   |

| Digitalni dodatek | Digitalni dodatek                         | Digitalni dodatek |
| Št.               | Naslov                                    | Dolžina           |
| ----------------- | ----------------------------------------- | ----------------- |
| 1.                | „Can't Get You Out of My Head‟            |                   |
| 2.                | „Spinning Around‟                         |                   |
| 3.                | „Wow‟                                     |                   |
| 4.                | „Love at First Sight‟                     |                   |
| 5.                | „Slow‟                                    |                   |
| 6.                | „Come into My World‟ (radijska različica) |                   |
| 7.                | „Red Blooded Woman‟                       |                   |
| 8.                | „I Believe in You‟                        |                   |
| 9.                | „In Your Eyes‟                            |                   |
| 10.               | „2 Hearts‟                                |                   |
| 11.               | „On a Night Like This‟                    |                   |
| 12.               | „Giving You Up‟                           |                   |
| 13.               | „In My Arms‟                              |                   |
| 14.               | „The One‟                                 |                   |
| 15.               | „Your Disco Needs You‟                    |                   |

## Dosežki
| Lestvica (2008)   | Dosežek |
| ----------------- | ------- |
| Japonska (Oricon) | 146     |

| Lestvica (2009)                                            | Dosežek |
| ---------------------------------------------------------- | ------- |
| Argentina (CAPIF)                                          | 9       |
| [[Avstralija (ARIA)                                        | 72      |
| Kanada (Canadian Album Chart)                              | 124     |
| Češka (IFPI)                                               | 43      |
| Francija (SNEP)                                            | 180     |
| Grčija (IFPI)                                              | 9       |
| Japonska (Oricon)                                          | 13      |
| Poljska (Polish Albums Chart)                              | 32      |
| Združeno kraljestvo (UK Dance Albums Chart)                | 2       |
| Velika Britanija (UK Albums Chart                          | 28      |
| Združene države Amerike (Billboard Electronic Album Chart) | 10      |

## Zgodovina izidov
- Japonska: 17. december 2008
- Evropa: 2. januar 2009
- Velika Britanija, Mehika: 5. januar 2009
- Švedska: 7. januar 2009
- Tajska: 9. januar 2009
- Kanada: 13. januar 2009
- Združene države Amerike: 27. januar 2009
- Italija: 6. februar 2009
- Avstralija: 28. februar 2009
- Argentina: 3. marec 2009